# 肯赞小剑水蚤
肯赞小剑水蚤（学名：Microcyclops kentanensis）为剑水蚤科小剑水蚤属的动物，是中国的特有物种。分布于台湾岛等地，多生活于小型水域中。